# Albanella (Italia)
Albanella es un municipio situado en el territorio de la Provincia de Salerno, en la Campania (Italia).

## Demografía
| Gráfica de evolución demográfica de Albanella entre 1861 y 2001 |
|                                                                 |
| Fuente ISTAT - elaboración gráfica de Wikipedia                 |